# Кунрэй-сики
Кунрэй-сики (яп. 訓令式, «официальная система») — набор правил для транскрибирования японского языка при помощи латинского алфавита, предложенный японским учёным-физиком Аикицу Танакадатэ в 1885 году, который до конца Второй мировой войны являлся «предписанной» системой транскрибирования японского языка. Название системы по её же правилам записывается как Kunreisiki. Кунрэй-сики является стандартом ISO 3602.
Система представляет собой вариант более старой системы нихон-сики, переработанный для лучшего отражения современной фонологии японского языка. Например, слово かなづかい в нихон-сики записывается как kanadukai, но в современном языке произносится как канадзукай, и в кунрэй-сики записывается как kanazukai.

## Официальный статус
Система была утверждена приказом кабинета министров Японии № 3 от 12 сентября 1937 года. Во время оккупации Японии военными силами США этот приказ был отменён, а после окончания оккупации вновь введён в действие как Приказ кабинета министров № 1 от 29 декабря 1954 года.
Кунрэй-сики, как и нихон-сики, признан стандартом ISO 3602:1989. Documentation--Romanization of Japanese (kana script). В 1994 году ANSI отозвал свой стандарт ANSI Z39.11-1972 American National Standard System for the Romanization of Japanese (Modified Hepburn) (обязывающий использовать модифицированную систему Хэпбёрна) и также рекомендовал использовать кунрэй-сики.

## Сфера применения
Несмотря на официальный статус, кунрэй-сики не особенно широко используется, как в Японии, так и за её пределами. Даже правительство часто использует систему Хэпбёрна для латинизации японских названий и терминов в англоязычных контекстах, в том числе в паспортах и дорожных знаках. Большинство стран, особенно англофонные, также используют систему Хэпбёрна.
Так как кунрэй-сики основана на японской фонологии, использование данной системы может быть причиной того, что люди, для которых японских язык неродной, могут произносить слова неправильно. Джон Хайндс, автор книги Japanese: Descriptive Grammar, отмечает данный фактор в своей книге как «главный недостаток».
Дополнительные сложности также возникают в сравнительно недавно появившихся сочетаниях катаканы в заимствованных словах, как, например ティーム (チーム) — от английского team. В системе Хэпбёрна эти два слова записываются по-разному — tīmu и chīmu соответственно. Однако большинство японоговорящих людей воспринимают ティ t’i и チ ti как одну фонему, поэтому в кунрэй-сики вышеприведённые слова записываются как t'îmu и tîmu соответственно: апостроф означает нестабильность фонемы.
Чаще всего кунрэй-сики пользуются носители японского языка (особенно в самой Японии) и лингвисты, изучающие японский. Основное преимущество кунрэй-сики заключается в том, что она логичнее передаёт грамматику японского языка, в то время как в системе Хэпбёрна спряжения некоторых глаголов выглядят нелогично (см. таблицу справа), так как в ней изменяется корень глагола, что не имеет под собой оснований в японской морфологии.

### Правила кунрэй-сики
| あ / ア а  | い / イ i  | う / ウ u  | え / エ e  | お / オ o  |                 |                 |                 |
| か / カ ka | き / キ ki | く / ク ku | け / ケ ke | こ / コ ko | きゃ / キャ kya | きゅ / キュ kyu | きょ / キョ kyo |
| さ / サ sa | し / シ si | す / ス su | せ / セ se | そ / ソ so | しゃ / シャ sya | しゅ / シュ syu | しょ / ショ syo |
| た / タ ta | ち / チ ti | つ / ツ tu | て / テ te | と / ト to | ちゃ / チャ tya | ちゅ / チュ tyu | ちょ / チョ tyo |
| な / ナ na | に / ニ ni | ぬ / ヌ nu | ね / ネ ne | の / ノ no | にゃ / ニャ nya | にゅ / ニュ nyu | にょ / ニョ nyo |
| は / ハ ha | ひ / ヒ hi | ふ / フ hu | へ / ヘ he | ほ / ホ ho | ひゃ / ヒャ hya | ひゅ / ヒュ hyu | ひょ / ヒョ hyo |
| ま / マ ma | み / ミ mi | む / ム mu | め / メ me | も / モ mo | みゃ / ミャ mya | みゅ / ミュ myu | みょ / ミョ myo |
| や / ヤ ya |            | ゆ / ユ yu |            | よ / ヨ yo |                 |                 |                 |
| ら / ラ ra | り / リ ri | る / ル ru | れ / レ re | ろ / ロ ro | りゃ / リャ rya | りゅ / リュ ryu | りょ / リョ ryo |
| わ / ワ wa |            |            |            | を / ヲ wo |                 |                 |                 |
| ん / ン n  |            |            |            |            |                 |                 |                 |
|            |            |            |            |            |                 |                 |                 |
| が / ガ ga | ぎ / ギ gi | ぐ / グ gu | げ / ゲ ge | ご / ゴ go | ぎゃ / ギャ gya | ぎゅ / ギュ gyu | ぎょ / ギョ gyo |
| ざ / ザ za | じ / ジ zi | ず / ズ zu | ぜ / ゼ ze | ぞ / ゾ zo | じゃ / ジャ zya | じゅ / ジュ zyu | じょ / ジョ zyo |
| だ / ダ da | ぢ / ヂ zi | づ / ヅ zu | で / デ de | ど / ド do | ぢゃ / ヂャ zya | ぢゅ / ヂュ zyu | ぢょ / ヂョ zyo |
| ば / バ ba | び / ビ bi | ぶ / ブ bu | べ / ベ be | ぼ / ボ bo | びゃ / ビャ bya | びゅ / ビュ byu | びょ / ビョ byo |
| ぱ / パ pa | ぴ / ピ pi | ぷ / プ pu | ぺ / ペ pe | ぽ / ポ po | ぴゃ / ピャ pya | ぴゅ / ピュ pyu | ぴょ / ピョ pyo |

## Особенности записи
- へ he, когда используется как грамматический показатель, записывается как e;
- は ha, когда используется как частица, записывается как wa;
- を wo, когда используется как падежный показатель, записывается как o.
- Долгие гласные обозначаются циркумфлексом, например, длинная o записывается как ô.
- Слоговая ん n записывается как n перед согласными, но как n' перед гласными.
- Удвоенные согласные обозначаются удвоением соответствующей буквы, без исключений.
- Первая буква в предложениях, а также первые буквы имён собственных пишутся заглавными.